# Ernest King
Ernest Joseph King, född 23 november 1878 i Lorain, Ohio, USA, död 25 juni 1956 i Portsmouth, New Hampshire, var en amerikansk amiral i USA:s flotta.

## Biografi
Ernest King inträdde i flottan 1897, deltog i Spansk-amerikanska kriget och tjänstgjorde i Ostasien under Rysk-japanska kriget 1904–1905. King förskaffade sig praktisk utbildning i artilleri-, ingenjör-, ubåt-, flyg-, lärar- och stabstjänst samt ledde de svåra bärgningarna av de i Atlanten sjunkna ubåtarna S-51 (1925) och S-4 (1927). King blev konteramiral 1933, viceamiral och chef för slagflottans flygförband 1938 och ledamot av The General Board of the Navy 1939. I början av 1941 blev King chef för USA:s atlantflotta.
Den 20 december 1941 utnämndes King till chef för samtliga amerikanska sjöstridskrafter, Commander in Chief, United States Fleet och 26 mars 1942 blev han även Chief of Naval Operations (CNO). Han blev även president Franklin D. Roosevelts särskilde rådgivare i sjömilitära frågor och ingick i Joint Chiefs of Staff och de allierades motsvarighet Combined Chiefs of Staff. 
Under Kings ledning växte USA:s flottstyrkor och omfattade vid krigets slut 92 000 fartyg och cirka 400 0000 man. Han befordrades till Fleet Admiral 17 december 1944. Posten som Commander in Chief, United States Fleet upphörde vid krigsslutet och King avgick som CNO 15 december 1945.
Han var därefter en tid speciell rådgivare åt sjöministern. King var hedersdoktor vid sju universitet och högskolor.